# Хава
Дилара Хава Тунч (тур. Dilara Hava Tunç; Хам, 12. август 1998), позната као Хава, немачка је реперка и певачица бошњачког и турског порекла.

## Биографија
Рођена је и живи у Хаму. Отац јој је пореклом из Аксараја, док јој је мајка рођена у Немачкој а родом из Добоја. Има шесторо браће и сестара, као и једног полубрата. Иако се у њеном дому искључиво прича немачки, такође разуме и бошњачки и турски језик. Изјашњава се као муслиманка, у детињству је носила и хиџаб дуги низ година. У вези је с немачким репером Дарданом за ког се верила 2021.